# Chrétien Waydelich
Chrétien André Waydelich (* 28. November 1841 in Straßburg; † 7. September 1917 in Paris) war ein französischer Krocketspieler.

## Biografie
Chrétien Waydelich nahm im Alter von 58 Jahren an den Olympischen Sommerspielen 1900 in Paris teil. Im Krocket-Einzel mit einer Kugel belegte er den dritten Platz und im Einzel mit zwei Kugeln wurde er Olympiasieger.